# 張世澤 (明朝)
张世泽（?—1644年），北直隶顺天府大兴县人，于崇祯十六年（1643年）袭爵英国公，后于崇祯十七年甲申之变时被闯王李自成所杀。